# Pierre Jourda
Pierre Jourda (* 20. November 1898 in Narbonne; † 27. April 1978 in Montpellier) war ein französischer Romanist und Literaturwissenschaftler.

## Leben und Werk
Jourda machte 1916 in Paris Abitur und anschließend Kriegsdienst. 1922 bestand er die Agrégation (Lettres) und wurde für ein Jahr Gymnasiallehrer in Tourcoing. Von 1923 bis 1925 arbeitete er am Institut français in Florenz und als Stipendiat der Fondation Thiers. Von 1925 bis 1927 war er Gymnasiallehrer in Cahors, von 1927 bis 1934 in Montpellier. 1930 habilitierte er sich in Paris mit den beiden Thèses Marguerite d'Angoulême, duchesse d'Alençon, reine de Navarre,1492-1549. Étude biographique et littéraire (2 Bde., Paris 1930, Genf 1978) und Répertoire analytique et chronologique de la correspondance de Marguerite d'Angoulême, duchesse d'Alençon, reine de Navarre,1492-1549 (Paris 1930, Genf 1973). 1934 wurde er Maître de conférences an der Universität  Montpellier. Von 1936 bis 1969 war er ebenda (als Nachfolger von Joseph Vianey, 1864–1939) Inhaber des Lehrstuhls für französische Literatur und von 1957 bis 1966 auch Dekan.
Jourda war Ehrendoktor der Universitäten Birmingham, Bologna und Lissabon. Er war Generalsekretär der Akademie der Wissenschaften von Montpellier und Träger mehrerer Auszeichnungen. An der Universität Montpellier wurde ein Hörsaal nach ihm benannt, in Narbonne eine Straße.

## Weitere Werke

### Monographien
- État présent des études stendhaliennes, Paris 1930
- Stendhal raconté par ceux qui l'ont vu, Paris 1931
- Une Princesse de la Renaissance. Marguerite d'Angoulême, reine de Navarre (1492–1549). Corps féminin, coeur d'homme, et teste d'ange, Paris 1931, Genf 1973
- Stendhal. L’homme et l’oeuvre, Paris 1934
- L’Exotisme dans la littérature française depuis Chateaubriand, 2 Bde., Paris 1938, 1956, Genf 1970
- Guide de l’étudiant en littérature française (mit Émile Bouvier), Paris 1938, 6. Auflage 1968, 1983
- Le Gargantua de Rabelais, Paris 1948, 1969
- Marot, L’homme et l’oeuvre, Paris 1950, 1967
- (mit Edouard de Moreau und Pierre Janelle) La crise religieuse du XVIe siècle, Paris 1956 (Histoire de l'Église depuis les origines jusqu'à nos jours, fondée par Augustin Fliche et Victor Martin; dirigée par Augustin Fliche et Eugène Jarry, Bd. 16) (italienisch: Turin 1968, 1980)
- Histoire du théâtre à Montpellier (1755–1851), Oxford 2001

### Herausgabe
- Stendhal, Le Rouge et le Noir, Paris 1929
- Stendhal, La Chartreuse de Parme, Paris 1931
- Marguerite de Navarre, Comédie de la Nativité de Jésus-Christ, Paris 1939
- Stendhal, Chroniques italiennes, Paris 1946
- Mérimée, Colomba, Paris 1947
- Rabelais, OEuvres complètes, Paris 1962
- Conteurs français du XVIe siècle, Paris 1965
- Stendhal, De l’amour (mit Daniel Muller), 2 Bde., Genf 1967–1974, Paris 1986